# Dragoș Mihalache
Dragoș Mihalache născut 25 iunie 1975 în Ploiești,România este un fost fotbalist român.
A jucat pentru echipele:
- Petrolistul Boldești (1993-1994)
- Petrolul Ploiești (1994)
- Flacăra Moreni (1995)
- Petrolistul Boldești (1995-1996)
- Petrolul Ploiești (1996-1997)
- Oțelul Galați (1998-2000)
- Astra Ploiești (2000-2003)
- Petrolul Ploiești (2003-2004)
- Gaz Metan Mediaș (2004-2005)